# استخراج اورانیوم

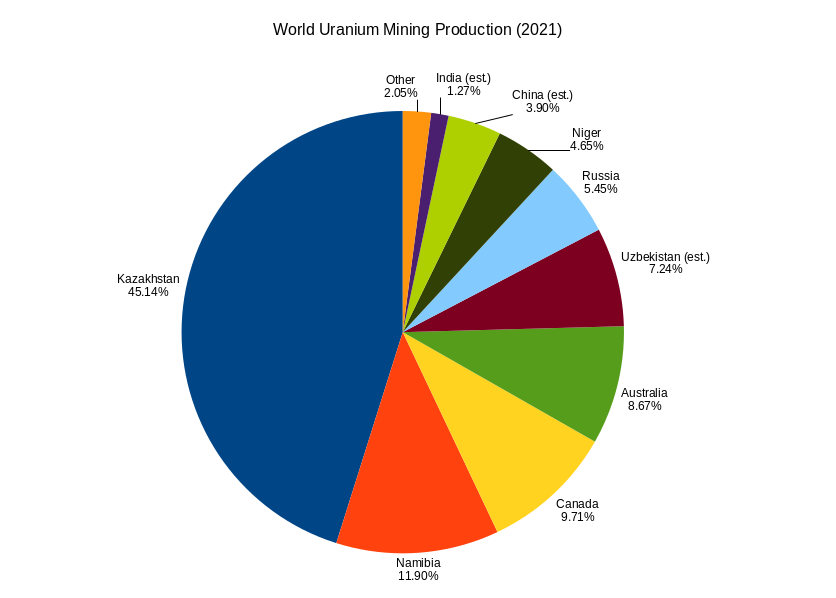
نُه تولید کنندگان جهانی در سال ۲۰۲۱

معدن اورانیوم یا رادیو معدن (انگلیسی: Uranium mining) فرایند استخراج سنگ معدن اورانیم از زمین است. ظرفیت تولید اورانیوم در سال ۲۰۱۵ بیش از ۶۰٬۴۹۶ تن اعلام شد. قزاقستان، کانادا و استرالیا سه تولیدکننده بزرگ اورانیوم در جهان می‌باشند، که ۷۰ درصد از تولید اورانیوم در جهان را به خود اختصاص می‌دهند. سایر کشورهای تولیدکننده اورانیوم با ظرفیت بیش از ۱۰۰۰ تن در سال شامل نیجر، روسیه، نامیبیا، ازبکستان، چین، ایالات متحده و اوکراین می‌باشند. اورانیوم استخراج شده از معادن اغلب به عنوان سوخت برای نیروگاه‌های هسته‌ای مورد استفاده قرار می‌گیرد.